# Londyn (powieść)
Londyn (ang. London End) — powieść obyczajowa autorstwa J. B. Priestleya z 1968 roku.

## Fabuła
Powieść stanowi kontynuację Poza miastem. Dwaj dawni wykładowcy uniwersyteccy, Cosmo Saltana i Owen Tuby, zakładają Instytut Imagistyki Społecznej, organizację mającą na celu tworzenie i modyfikowanie obrazów, zarówno organizacji czy produktów  (przydatnych przy reklamach), jak i obrazów czyjeś osobowości. W poszukiwaniu większych zarobków przenoszą się do Londynu. Po początkowym okresie nudy zaczynają napływać klienci i w pół roku po przeprowadzce Instytut zaczyna zarabiać. Wtedy pojawia się propozycja sprzedania firmy agencji reklamowej, a między założycielami instytutu dochodzi do sprzeczki, co prowadzi do rozłamu w firmie. Tuby zakłada Towarzystwo Imagistyki Społecznej i dostaje poważne zlecenie — przygotowanie wizerunku lidera partii opozycyjnej do wyborów parlamentarnych. Saltana dostaje z kolei takie samo zlecenie od przywódcy partii rządzącej…
Równolegle z wątkiem Instytutu i ich klientów rozwijają się wątki miłosne z udziałem dyrektora instytutu, profesora Saltany i wicedyrektorki Elfredy Drake oraz drugiego wicedyrektora Tuby'ego i wykładającej na Uniwersytecie w Brockshire doktor Lois Terry.

## Czas i miejsce akcji
Akcja utworu dzieje się w okresie od zimy do jesieni w bliżej nieokreślonym roku lat 60., głównie w Londynie. Przeważnie bohaterowie przebywają albo w samym Instytucie, zlokalizowanym na Half Moon Street nr 4, albo w różnego rodzaju pubach i lokalach, albo w posiadłościach swoich klientów, okazjonalnie także poza miastem. 

## Bohaterowie
Wszystkie osoby występujące w powieści wymienione są na wstępie książki w rozdziale „Dramatis personae”. Ważniejsze z nich to:

### Pracownicy Instytutu
- Cosmo Saltana — profesor filozofii i dyrektor IIS, posiadający rozległą wiedzę i życiową mądrość.
- Owen Tuby — wicedyrektor IIS, wykładowca literatury angielskiej, spędził też wiele lat na Bliskim Wschodzie. Posiada rozległą wiedzę z zakresu imagistyki, uchodzi za osobę sympatyczną, która łatwo zyskuje sobie zaufanie innych.
- Elfreda Drake — wicedyrektor IIS, Angielka po dwudziestoletnim pobycie w USA, wdowa po milionerze, zakochana w dyrektorze Saltanie.
- Eden Mere — żona wydawcy i dziennikarza, pracownica Instytutu.
- Primerose East — była słynna modelka, pracownica Instytutu.
- Beryl Edgar – sekretarka Instytutu.

### Niektórzy klienci Instytutu
- Lon Bracton – sławny i nieco zwariowany aktor.
- Meldy Glebe – aktorka wykreowana na seksbombę, nie lubiąca swojej osobowości.
- sir Herbert Ossett — dyrektor firmy tekstylnej.
- Generał Rampside — szef służby propagandowej armii.
- Dan Luckett — właściciel sieci restauracji w Ameryce, chcący rozpocząć działalność w Wielkiej Brytanii.
- Burnikin — sekretarz generalny stowarzyszenia religijnego „Towarzystwo Piątej Pieczęci”, niedoszły klient Instytutu.
- sir James Tenks — minister handlu.
- Alan Axwick — sekretarz ministra Gabinetu Cieni.
- sir Henry Flinch-Epworth — przywódca partii opozycjnej.

### Inne ważniejsze postacie
- O.V. Mere — mąż Eden, dziennikarz i wydawca gazety.
- Jimmy Kilburn — milioner, udziałowiec w IMS.
- Dodo Butteries — milionerka i wdowa, interesująca się Tubym.
- Wilf Orange — menedżer Lona Bractona.
- Tasco — neurotyczny reżyser filmowy.
- Frank Maclaskie — amerykański przedsiębiorca, znajomy Elfredy.
- Jayjay Lapford — wykładowca uniwersytetu w Brockshire, z którym mieli współpracować Saltana, Tuby i Elfreda.
- Lois Terry — wykładowca uniwersytetu w Brockshire, zakochana w Tubym.
- Harriet Sturtleton — żona polityka opozycji, chcąca uwieść Tuby'ego.
- Rupert Nugent-Fortescue — lider partii rządzącej, klient Towarzystwa Imagistyki Społecznej.